# Perché i pesci non affoghino
Perché i pesci non affoghino è un romanzo del 2005 di Amy Tan, il suo quinto romanzo.
La storia racconta le prove e le tribolazioni di dodici turisti statunitensi che si imbarcano in una spedizione in Cina ed in Birmania, e si perdono nella giungla di quest'ultima.

## Ispirazioni
Amy Tan racconta, nelle sue "Note al lettore", di aver preso l'ispirazione per il suo lavoro da una raccolta chiamata "Scrittura automatica... messaggi dal mondo non visto", un termine che può riferirsi alle storie che la gente sente di percepire dai morti, e che automaticamente scrive. 
La scrittrice ha affermato che una storia specifica, quella di una donna della sua città natale, San Francisco, catturò la sua attenzione, ispirandola ad effettuare alcune ricerche approfondite ed a scrivere il libro che ora conosciamo come Perché i pesci non affoghino.
Tuttavia, in un'intervista successiva, la Tan smentisce questa spiegazione ed afferma di aver totalmente inventato la storia di Bibi Chen, la protagonista morta del libro, che nel romanzo avrebbe passato ai posteri la sua storia proprio attraverso la scrittura automatica.

## Trama
Il libro si apre con un articolo del quotidiano San Francisco Chronicle, che afferma la misteriosa scomparsa di undici turisti, tra cui quattro uomini, cinque donne e due bambini, nella giungla della Birmania, dopo essere salpati in crociera la mattina di Natale.
Da allora, la storia è raccontata attraverso la prima persona narrativa onnisciente di Bibi Chen, la leader della spedizione, che inaspettatamente muore prima che il viaggio abbia inizio e continua ad osservare i suoi amici dall'alto durante il loro viaggio contro il destino.
Il romanzo esplora le relazioni, le insicurezze e la forza nascosta dei turisti, contrapposte alla difficile situazione politica della Birmania.